# Alcidice
Alcidice (in greco antico: Ἀλκιδίκη? Alkidìkē) è un personaggio della mitologia greca ed era la figlia di Aleo, re di Arcadia. Si sposò con Salmoneo, dalla quale ebbe una figlia, Tiro. Dopo la sua morte, Salmoneo si risposò con Sidero.

## Mitologia
Alcidice, donna giovane e bella, venne data in sposa al re dell'Elide, il superbo ed arrogante Salmoneo e la donna, incinta del marito, nel dare alla luce la bellissima Tirò morì durante il parto. 

La figlia venne affidata alla matrigna Sidero che la trattò con odio. 
Dalla sua discendenza deriva Esone che fu padre di Giasone il capo degli Argonauti.